# 假面教師
《假面教師》（日语：仮面ティーチャー）是日本漫畫家藤澤亨的漫畫，曾2006年至2007年期間在《週刊YOUNG JUMP》上連載，2013年4月以《假面教師BLACK》（仮面ティーチャーBLACK）之名再於同一雜誌上連載。
此外，這部漫畫在2013年夏季被改編電視連續劇，於日本電視台播放，由藤谷太輔主演。在2015年9月16日被改編成音樂劇由友常勇氣主演演出。

## 故事

### 假面教師
荒木剛太是個愛剪貼偶像泳裝海報和鍛練身體的老師，他與神秘的十文字隼人，來到不良高中極蘭高校任教，荒木剛太便被學生修理得慘兮兮，但是沒多久頭戴面罩的副班導十文字隼人出現，要對不良學生們進行「補習」，不良學生們被打得落花流水,還被理光頭…「假面教師計劃」是以暴制暴的太保矯正良方？還是惡性循環？

### 假面教師BLACK
東京都內首屈一指的明星學校柊学園，表面上就讀的全都是認真的學生，但事實上是學生們以金錢及權力橫行的無法地帶，而剛太再次以假面教師的身份走上教育現場的最前線投下撼動一切的炸藥。

### 假面教師VS假面警察
井之頭公園的巡警冴島俊行知道假面教師在女高中生之間大受歡迎後，便用槍要脅極蘭高校的岬智也把假面教師的頭盔借他。戴上面具後，他瞬間變成了在吉祥寺的女性之間的英雄，可是某一天，目睹好友鬼塚英吉離家出走的學生拉扯著，卻誤以為是拐誘少女事件，而陷入了危機當中。

## 登場人物

### 主角
荒木剛太
男主角24歲。從千葉縣的舞浜高校調任到極蘭高校的2年C組擔任新班主任，北海道出身。
教導科目是歷史，興趣是鍛鍊身體的和剪貼偶像泳裝海報。對美樹抱有好感，為此努力想要在她面前展露好的一面。
表面上笨手笨腳，但是當戴上頭盔便會以假面教師『十文字隼人』的身份進行教育改革。除了體罰外，也會在學生的頭上剃出「KT（KAMEN TEACHER）」的簽名。
他的真正任務不是作為假面教師改革學校，而是找出能當上假面教師的適合人選，讓他們繼承面具改變學校。
在續編的BLACK作為2-A的擔當者為刺葉桂花學園赴任。在那裡不進行以「假面教師」的身份，而是以「假面教師的助理」活躍著。

### 假面教師

#### 立花市立極蘭高中

##### 教師
市村美樹
一年級的國文教師。對於極蘭高校的現況感到失望、原本已經決定辭職，並忠告剛太「不要在這所學校懷抱熱情才是保身之道」。
村江田
極蘭高校教師。自我中心主義者、用半開玩笑的心態看著剛太的事。經常拿著茶杯小口地喝茶。
大田垣 丈男
特別篇的主角。喜歡窺看女廁、收集女校學生劇情成人錄影帶及夢想有個高中生女友的變態體育老師。打算以「面具教師」的身份獲得女子學生的支持不過失敗收場。

##### 學生
金谷幸造
2年C組的學生、通稱「金造」。以能打倒有拳擊經驗的人的實力而自誇的老大，以剃著帶線條造型的光頭髮型及髮箍為標記。極度粗暴的性格、不過也有著遵守與專業拳擊家亡父的約定及拚命守護著母親的溫柔的一面。起初對於剛太與假面教師抱有嫌惡感，但是漸漸的開始理解他們的行為，並與岬一同繼承當上假面教師。
獅子丸
2年C組的學生。金色長亂髮。總是跟光太郎一起喧鬧。
凡
2年C組的學生，黑短髮。與光太郎他們很友好，跟假面教師進行四對一的五人制足球比賽輸掉而被在頭上剃上簽名。
光太郎
2年C組的學生。在課室前對著初次見面的剛太揮拳毆打，跟假面教師進行四對一的五人制足球比賽輸掉而被在頭上剃上簽名。
遼太
2年C組的學生。黑長髮，跟假面教師進行四對一的五人制足球比賽輸掉而被在頭上剃上簽名。
杉山
2年C組的學生。戴針織帽，跟假面教師進行四對一的五人制足球比賽輸掉而被在頭上剃上簽名。
裕介
2年C組的學生。
慎也
2年C組的學生。戴著眼鏡。
ゴンゾウ
2年C組的學生。留著公雞頭髮型。
犬神一郎
休學中。與弟弟二郎被稱為人狼兄弟而讓人聞之色變。有著一頭金色臟辮及太陽眼鏡的打扮。以金錢收賣市内四個主力幫派於旗下組成「凶我狼」並當上領袖，打算領軍擊潰假面教師。
犬神二郎
休學中。一郎的弟弟。有著一頭黑色臟辮及太陽眼鏡的打扮。誤會心上人千晶與岬是戀人與嫉妒、從而決定而打倒所有支持岬的人，於是把綠麗高中的首領打倒，把其勢力收歸旗下，並命令他們狩獵極蘭高校的二年級學生。
岬智也
外表帥氣，成績優秀的籃球部王牌。與好友的金造一起君臨在極蘭高校的頂點。可是在籃球部的朋友及千晶被人狼兄弟擄走而發怒，最終因刺傷人的事件而遭到退學處分。
千晶
籃球部的經理。因為擔心著二郎的轉變而找岬商量。

##### 其他
草薙
與假面教師有關係的男人，戴著眼鏡，相當於剛太的夥伴的存在。
金谷理沙
金造的母親。經營著小酒吧「GOLD」，代替亡夫一手把金造養大。個性有點傻冒開朗，能跟任何人好好相處，因此一方面以「理沙媽媽」之名被男人愛慕著，另一邊被人利用她那老實的性格而欺騙她。
蓮
GOLD的常連客。真實身份是詐欺師、因為從理沙那裡騙走店子而惹怒金造。
市川類
剛太喜歡的寫真偶像。

### 假面教師BLACK
東京都內首屈一指的明星學校柊学園，表面上就讀的全都是認真的學生，但事實上是學生們以金錢及權力橫行的無法地帶，而剛太再次以假面教師的身份走上教育現場的最前線投下撼動一切的炸藥。

#### 私立柊學園高中
藤田陽菜
2年A班的副班主任。雖然本人並無自覺，不過卻是長得很像某位國民偶像的美女。被荒木稱呼為「藤菜」。被神木偷拍下了自己上廁所的照片、於是無法忤逆他們。
剛力
體育及摔跤部的教師，曾經是摔跤的學生冠軍，因為為亞裡沙發現在女廁偷放攝影機而逼於成為她的奴隸，假裝成假面教師四處襲擊學生。
大田垣丈男
從極蘭高校轉校過來，代替被辭退的剛力負責體育課。拾到了剛力留下的冒牌的假面，打算以假面代替之前的護面面具充當假面教師。
西村薫
二年級的學年主任。
桐島貴彦
2年B班的班主任。
草薙美雪
私立柊學園高中的保健室老師。黑道人物的女兒，傳說的女總長。舊名為小田美雪。代替前任的草薙成為剛太的夥伴，另一身份是紅衣假面教師。

#### 學生
戸越陸
2年A班的男學生。特徵是有跟呆毛。貧窮被欺負的孩子，覺得以貧富立場去定立個人地位的學園是不合理。不過在某些情況下會反抗敵人，是有有勇氣敢於勇往直前的人。
真壁恭二
2年A班的男學生，陸的朋友，一個月前轉校到私立柊学園。真實身份是黑之假面教師，背上刺有長上翅膀的死神的紋身。與剛太二人一起在柊學園整頓不良份子。
北村理緒
2年A班的女學生。陸的青梅竹馬。生活普通，但擁有著被人跟蹤纏擾的體質。抱有正義感，但是當喜歡上一樣事情的時候便會變得異常執著，並會開始做出跟蹤狂的行為。被剛太救助後喜歡上他，並稱他為「剛P」。
桐島力也
特A男學生。合成陸偷窺理緒更衣的圖片並散發出去。被黑之假面教師打倒後、想用錢在網上召集人手去打倒對方，但反被川崎「Q人會」要脅一千萬日元，最後被假面教師感動到決定從新開始做人。
櫻庭栞
2年A班的特A女學生，頭腦排在全國五名之內。有一個婚約者但是十分討厭他，得紅衣假面教師幫助後得到自由。
神木冬至
2年A班的特A男學生。父親是超級大型運動商品賣場的社長。早會中穿著滑輪鞋進出體育館。
水森亞裡沙
2年C班的特A女學生，學生會成員風紀委員長，父親是前警察官僚，現國會議員，對於庶民竟敢忤逆挑釁身為特A的他們感到不忿而唆使其他學生進行懲罰遊戲。
蓮見
學生會成員之一，父親是律師。被亞裡沙指示在理緒父親開的餐廳後巷放裝假食材的紙箱，並在藤田家附近張貼她是個風流女人的傳單。
麗良
學生會成員之一，雜誌模特兒，雙親是演員。被亞裡沙指示誣衊陸的父親在電車上非禮她。
久能龍也
學生會會長，與咲夜是柊學園有史以來最惡劣的富二代特A兄妹。父親是柊學園的理事之一，學校土地持有人，是經濟派黑社會，格言是「賭上久能家的名號，絕對不能輸」。被亞裡沙請求對付假面教師。
久能咲夜
學生會副會長，與龍也是柊學園有史以來最惡劣的富二代特A兄妹。
奧澤
學生會的風紀委員團長，專門對付被特A學生盯上的人。
堀江
3年A班的特A男學生。雙親是大型開發商一橋開發的社長。為了抒發壓力、並展示自己的力量為由，以跟庶民收保護費為樂，最後與同伴一起成為假面教師修理的對象
中田
2年C班的特A男學生。命令藤田把自己的考試分數作出變更。

#### 其他
村雨
西池袋警署的警察，對假面教師的事一直窮追不捨，深信剛太就是假面教師。
四井雄一
栞的婚約者。五大商社之一四井商事的創立者的孫子，慶英大學三年級學生。興趣是讓人穿上高跟鞋踐踏他的下身。
鼯鼠武士
陸的網友。跟他一樣對學校感到不滿。
梶原陽菜
國民偶像。
總理
日本的首相，「假面教師計劃」的真正負責人。

### 假面教師VS假面警察
井之頭公園的巡警冴島俊行知道假面教師在女高中生之間大受歡迎後，便用槍要脅極蘭高校的岬智也把假面教師的頭盔借他。戴上面具後，他瞬間變成了在吉祥寺的女性之間的英雄，可是某一天，目睹好友鬼塚英吉離家出走的學生拉扯著，卻誤以為是拐誘少女事件，而陷入了危機當中。
- 冴島俊行（麻辣教師GTO配角）
- 荒木剛太（假面教師主角）
- 岬智也（假面教師配角）
- 鬼塚英吉（麻辣教師GTO主角）

## 出版書籍
假面教師
| 卷數 | 講談社         | 講談社                 | 東立出版社     | 東立出版社             |
| 卷數 | 發售日期       | ISBN                   | 發售日期       | ISBN                   |
| ---- | -------------- | ---------------------- | -------------- | ---------------------- |
| 1    | 2007年4月19日  | ISBN 978-4-08-877232-5 | 2009年9月9日   | ISBN 978-986-10-4056-1 |
| 2    | 2007年6月19日  | ISBN 978-4-08-877281-3 | 2009年10月13日 | ISBN 978-986-10-4057-8 |
| 3    | 2007年9月19日  | ISBN 978-4-08-877321-6 | 2009年12月15日 | ISBN 978-986-10-4058-5 |
| 4    | 2007年12月19日 | ISBN 978-4-08-877364-3 | 2010年1月19日  | ISBN 978-986-10-4059-2 |

假面教師BLACK
| 卷數 | 講談社         | 講談社                 | 東立出版社    | 東立出版社             |
| 卷數 | 發售日期       | ISBN                   | 發售日期      | ISBN                   |
| ---- | -------------- | ---------------------- | ------------- | ---------------------- |
| 1    | 2013年8月19日  | ISBN 978-4-08-879634-5 | 2015年6月24日 | ISBN 978-986-431-426-3 |
| 2    | 2013年11月19日 | ISBN 978-4-08-879712-0 | 2015年7月29日 | ISBN 978-986-431-427-0 |
| 3    | 2014年2月19日  | ISBN 978-4-08-879752-6 | 2016年5月6日  | ISBN 978-986-431-428-7 |
| 4    | 2014年6月19日  | ISBN 978-4-08-879795-3 | 2016年6月1日  | ISBN 978-986-431-429-4 |
| 5    | 2014年12月19日 | ISBN 978-4-08-890041-4 | 2016年7月1日  | ISBN 978-986-431-430-0 |

官方導讀
- 劇場版「仮面ティーチャー」オフィシャル・ブック（角川Media House）

2014年2月15日發售、ISBN 978-4-04-894941-5

## 電視劇
改編電視劇於2013年7月6日起，逢星期六24:50 - 25:20在日本電視台播放。

### 故事內容
於近未來20XX年，教師對學生進行體罰及指導皆被禁止，教師的威嚴從此一落千仗，學校也開始變成了無法地帶。為了改變這種局勢，政府重新實施了復興方案，為了讓學生重踏正途，矯正學生的暴力問題而派遣被特許使用暴力、利用力量鎮壓讓學生感到恐懼的特別教師－－「假面教師」到全國各地，而被派到華空學院就任的荒木剛太就是政府派去的特別方案「假面教師」的其中一員。
但即使被派到叫人感到恐懼的問題班級2年C班上，因為自身的過去而對「以暴易暴」的作為開始反省的剛太，嘗試著跟學生們以真誠的心靈溝通。可是決心不再使用暴力的剛太，卻因為要眼前的悲慘實況，而再一次以「假面教師」的身份作戰。

### 演員
教師 
荒木 剛太〈26歲〉
藤谷太輔（Kis-My-Ft2） 飾演
於2年C班擔任日本史教師及作為教育省學校政策局的Rank A+特殊工作員。血型AB型。興趣是收集蚱蜢，尤其是飛蝗。即使被學生們無數次打倒也會重新站起來與他們相對。以前作為假面教師信奉著鐵拳制裁，不過自13個月前翔平的事故後，開始對以暴易暴的指導方式抱有懷疑而一度退離職位，後來得十兵衛他們的支持而再度重返教壇。
在華空學院變身為假面教師時，也貫徹著只是用拳頭點到即止作威嚇作用而不直接打到學生的政策，因為他相信終究應該以心靈而非拳頭跟學生們作出碰撞，然而遇上了對學生使用暴力的大人還是會以拳腳相向。雖然總是對學生說著課外教學，但剛太都會以將心比心去了解學生們內心各自的傷痕。
開戰時的台詞為「那麼、開始課外教學吧（さぁ、課外授業を始めよう）」。當問題解決後便會用右拳敲在左胸上。另外，以為美樹對自己有好感而積極地向她邀請吃飯。
市村 美樹〈25歲〉
大政絢 飾演
2年A班的英語教師。憧憬著作為熱血教師草薙的母親而立志教育家，不過對於理想與現實的落差感到痛苦而開始丟失熱情。
起初擔心著剛到校任教的剛太，但隨著與他接觸下來心境亦開始起了變化，漸漸取回身為教師的熱情。
菅原 健太郎
志賀廣太郎 飾演
校長。為了學校再生而讓作為假面教師的剛太赴任。因為尋求著徹底的暴力的指導，對堅持不打學生的剛太有所微言。直到剛太解決了人狼兄弟襲擊學校事件後終於認同對方，並發現到現在推進著的學校教育方針的錯誤。
磯部 耕造
北山雅康 飾演
副校長。認為剛太無法讓2年C班成功更生。興趣是參加秘密的俱樂部。
遠山 周作
山田親太朗 飾演
古典教師。對於剛太的事情作冷眼旁觀。恃著假面教師的威權而對學生展現傲慢無禮的態度，對金造出言不遜。但是在上課時，當近藤被欺負卻持續無視此情況而受到草薙的制裁。
本田 步
藤沢彌乃 飾演
科學教師。抱有不介入學生們的事情的主義、上課時只會朗誦書本。
去年擔任一年級生的凡的班主任，班裡其中一個被欺負的學生今井智因自殺不遂而被監督問責，從此開始便拒絕成為擔當者，亦成為教師之間的不能觸及的禁忌。
起初假面教師出現時感到歡迎，但是隨後對於黑之假面教師進行的暴力方法抱有疑問。
鈴木 傳
渡洋史 飾演
被獅子丸當成教師狩獵行動的目標之一
 2年C班 
由剛太擔任教師、集中著問題學生的一個班別。前任教師久遠以神經過敏為由於一週前退職。由金造和M4的強者們支配著班級。M4的稱號起源於「SHADOW MAN」、「MONEY MAN」、「MAD MAN」及「ICE MAN」的四人的「MAN」名號而被這樣統稱他們。
武原 金造〈17〉
菊池風磨（Sexy Zone） 飾演
華空學院最強之男，規約著M4的存在。沉默寡言的男人，對擅自想與他人交心的剛太懷有敵意。與獅子丸從孤兒院時代便已經認識，並且只相信他一人。
在打工的地方被人冤枉成小偷，在銀之假面教師幫助下脫罪，雖然並沒有因此而打開心扉，不過性格稍微變得老實。此後亦逐漸明白剛太對學生的感情，開始抱有想要當上假具教師作為目標的夢想。
草薙 圭吾〈17歲〉
傑西（小傑尼斯、SixTONES） 飾演
被謎團包圍著的高材生。對假面教師抱有興趣，懷疑著剛太就是假面教師，並煽動光太郎去打倒對方。母親生前是教師，但因為學級崩壞而自殺，從此與弟弟二人相依為命。
雖然表面是學生，但其實另一身份為黑之假面教師，有著與剛太不相伯仲的戰鬥力。但與剛太不同的是，對於問題對象會以暴力制裁。開戰時的台詞為「那麼，補習時間開始了（さぁ、補習の時間だ）」。
人狼兄弟学校襲撃事件上與剛太共同合作打倒對方，自此以後，雖說不會改變自己的原則，但是開始重新評估單方面的暴力能否使學生服從。
獅子丸〈17歲〉
演 - 岸優太（小傑尼斯） 飾演
M4之一的「Shadow Man」。全名佐佐木獅子丸。在背後操縱他人得取訊息的頭腦派，對凡並沒有一點朋友意識，向對方要求如果找出假面教師就要付他10萬元。稱呼金造的事為「小金」，經常一起行動。
以前從孤兒院被領養,但在新家庭卻備受虐待，從此不能相信金造以外的人了。進行教師狩獵時受到黑之假面教師的制裁，而此事成為金造的暴走的原因。
凡〈17歲〉
京本大我（小傑尼斯、SixTONES） 飾演
M4之一的「Money Man」，有錢人的兒子。本名尾上。一年級生時代因為弱小而被欺負，但後來反以金錢之力而躋身M4之一。十四個月前，好友今井智因為幫助自己而成為新一個被欺凌的目標，但因為怕目標又會重新指到自己身上而背叛了對方，對此感到罪惡感而人格開始變得歪曲起來。
為了肯定自己的行為，開始以金錢利誘別人作朋友間的互毆，從而破壞他人的友好關係。由於假面教師的登場而令到M4立場變得岌岌可危，為了不再重演被欺負的角色，以500萬懸賞金為餌叫學生們打倒假面教師，但最終經過假面教師的課外授課而與好友智重新相對，為過去的過錯而向他道歉。以後即使面對光太郎等的威嚇，性格也不會再似以往一樣開始有些許轉變。亦開始仰慕起剛太，會協助他並告訴他這個學校的內情。
光太郎〈17〉
前田公輝 飾演
M4之一的「MAD MAN」。全名北川光太郎。性格急躁易怒，即使對著金造也會撲前打鬥。帶著手下集團「Mad Max」開始狩獵假面教師。經過假面教師的「課外教學」後對朋友的性格也開始變得仗義，開始視「Mad Max」的手下們為朋友而交往。
涼太〈17歲〉
柳俊太郎 飾演
M4之一的「Ice Man」。喜怒不形於色，經常獨自行動。小時候被父親虐待而造成了不知道愛為何物的性格。離開了設施獨立生活，為了賺取生活費而開始狩獵大人。
因為黑之假面教師的制裁讓他回憶起過去被父親暴力對待的創傷。在以前打倒的流氓回來尋仇時，因為剛太的出手相助讓他初次了解到人類的溫暖。
岬 智也
菊田大輔 飾演
前M4之一。一年多以前打算支配學園，不過與金造單挑失敗而失去權力。此後開始胡亂襲擊學生，但被攻擊的學生們合力反擊時，用刀刺傷對方而被送進了更生設施。
復學後暗地裡利用人狼兄弟去襲擊學生和狩獵面具教師，同時對金造試圖報復但失敗，最終也跟對方和好，但接下來卻被人狼兄弟打倒。
在人狼兄弟被假面教師打倒之後，決心了返回更生設施重新開始。
近藤 加奈子
竹富聖花 飾演
對剛太真誠熱心地看待不良學生的行為產生了母性本能，告訴他學校裡各式各樣的事情。十分開朗明亮的性格，但亦因此而成為野間他們的欺侮目標。
小松 七海
芳根京子 飾演
加奈子的朋友。為加奈子的戀情加油。
野間 麻美
中村有沙 飾演
利用銀之假面教師不會對學生使用舞暴力的事而欺負加奈子的學生們的主犯。對於保護了加奈子的草薙的態度氣在心頭而綁架監禁了他的弟弟。可是看到為了保護自己而不惜受傷的美樹和剛太，開始反省過去自己的所作所為。
新井 美春
林さくら 飾演
野間的朋友，聽從她的命令去恐嚇援助交際的對象，不過反而惹怒對方而被監禁起來。
中川 順也
佐藤大樹（EXILE） 飾演
野間的男友，總跟著女友的屁股走。
加藤 修平
標永久 飾演
野間的隨從，想從她身上拿點甜頭。
飯田 政一
朝比奈寛 飾演
辻本 圭右
安藤聖悟 飾演
小村 空
枝尚紀 飾演
柳井 純一
柿本拓実 飾演
吉村 淳
小森真誉 飾演
杉田 晴
椎名敦士 飾演
森 将起
津田諄 飾演
本宮 浩二
今野一輝 飾演
川畑 康志
中根大樹 飾演
戸田 喬
柳喬之 飾演
樋口 大輔
横山涼 飾演
矢沢 亞依
瀧本愛菜 飾演
足立 奈緒
演 - 早乙女晴香
上尾 明
渋谷かすみ 飾演
宮澤 咲
横山遥奈 飾演
 咖啡店 
小林 十兵衛
六平直政 飾演
咖啡店店主，事故死亡的翔平的父親，是少數知道剛太的真面目的人，也是他傾訴的對象。一開始並不接受剛太的道歉，但慢慢的開始軟化，覺得進入了不良團體的兒子也有錯誤。請求剛太成為照亮教育界的光芒，並把自己的最高傑作的摩托車託付給剛太。
小林 翔平
神永圭佑 飾演
十兵衛的兒子。13個月前、被銀之假面教師制裁的不良份子之一。面對著對方那壓倒性的力量追上來時慌忙逃走，在逃跑時不幸從高處墜下身亡。剛太對此事至今耿耿於懷。
小林 佐惠子
山本舞香 飾演
十兵衛的女兒，經常在店裡幫忙。因為哥哥的死而憎恨著假面教師，但當看到為了學生的事情而拼命戰鬥的剛太開始慢慢改變了想法。
 其他 
飯倉 塁
演 - 齋藤工
制定及實行教育更生方案「假面教師法」的教育省學校政策局局長。為了收集「假面教師計劃」第二段階所需的數據而把剛太、草薙、岬及人狼兄弟送到華空學院去。雖然是個現實主義者，但對剛太寄予了「今現的教育界之光」的期望。
金髪先生（きんぱつせんせい）
演 - 塚田僚一（A.B.C-Z）
劇中劇「3年C組金髪先生」的主角。總是一邊做後空翻一邊教學生們不明所以的道理。小林一家都無法理解內容，不過剛太卻是這個節目的熱情支持者。
 客串 
今井 智
高田翔 （小傑尼斯） 飾演
第一話登場。凡的好友兼原同學。在十四個月前因為庇護被欺負的凡而成為了被欺負的新目標。由於了解到凡到目前為止被欺負的痛苦，所以打算一人承受下來，最終在十二個月前從學校天台試圖自殺不遂，但從此要以輪椅代步。
：直至如今還是在考慮著對自己棄而不顧的凡的事情，相信如果對方能道歉的話便能和好。通過假面教師的課外教學終於讓他們二人碰面，說出所想並解除隔閡。
久遠 淳治
中谷龍 飾演
第一話登場。在剛太入職前一星期退職的華空學院2年C組前班主任。由於想要蛋行打進學生的圈子反遭排斥欺負。最終變得神經衰弱而一邊尖叫一邊用頭撞向桌子。
河西
波岡一喜 飾演
第六話登場。金造打工的地方的前輩，偷錢後在罪名推到金造身上。
第七、八話
草薙 佳代美
遊井亮子 飾演 飾演
第七、八話登場。草薙圭吾的母親。總是優先考慮著學生的事情的教師、被以美樹為首的眾多門生尊敬著。可是由於沒能防止某學生的自殺而患上精神病，最終自殺身亡。
草薙 裕也
演 - 金田耀生（小傑尼斯） 飾演
第七、八話登場。草薙圭吾的弟弟。被野間他們綁架監禁。
保羅
三浦誠己 飾演
第九話登場。美春的援助交際對象。外表裝作斯文弱小，但當對方恐嚇他時卻態度大變，與朋友一起把她監禁起來。
犬神 一郎、犬神 二郎
町田啓太、野替愁平（劇團EXILE） 飾演
第十至十二話登場。通稱人狼兄弟。被稱為披著人皮的狼的兇惡不良二人組，除了殺人以外的所有犯罪行為都會做，誇口「被准許對國家鬧事」。
：在更生設施認識了岬並合作，作為冒牌貨的假面教師襲擊著學生。雖說只有二人，但卻有過一度把黑之假面教師擊倒的實力。後來出現在體育館裡，把已經沒有用處的岬打倒。
以壓倒性的力量追擊剛太與草薙，後者二人在學生的聲援之下重新站起來，合力把人狼兄弟擊倒。

### 歌曲
- 主題曲： Kis-My-Ft2《SNOW DOME的約定 / Luv Sick|Luv Sick》[5]
- 插曲 - ARTEMA《My Way,My Life –Rebirth–》

### 播出日程
| 各話                                                        | 放送日  | 標題                 | 監督       | 收視 |
| ----------------------------------------------------------- | ------- | -------------------- | ---------- | ---- |
| 第1話                                                       | 7月6日  | 他的名字是…假面教師  | 守屋健太郎 | 2.9% |
| 第2話                                                       | 7月13日 | 激斗、瘋狂麥斯       | 守屋健太郎 | 2.7% |
| 第3話                                                       | 7月20日 | M4、出動             | 本田隆一   | 2.5% |
| 第4話                                                       | 7月27日 | 黑之假面教師         | 本田隆一   | 3.8% |
| 第5話                                                       | 8月03日 | 二人的世界           | 後藤孝太郎 | 2.1% |
| 第6話                                                       | 8月10日 | 握住我的手           | 千村利光   | 3.0% |
| 第7話                                                       | 8月17日 | 你、有著什麼樣的過去 | 滝本憲吾   | 3.3% |
| 第8話                                                       | 8月31日 | 銀與黑               | 滝本憲吾   | 2.6% |
| 第9話                                                       | 9月07日 | 他的使命             | 滝本憲吾   | 3.0% |
| 最10話                                                      | 9月14日 | 冒牌貨               | 滝本憲吾   | 2.6% |
| 最11話                                                      | 9月21日 | 決戰、華空学院       | 守屋健太郎 | 2.8% |
| 最終話                                                      | 9月28日 | 光                   | 守屋健太郎 | 3.5% |
| 平均收視率2.90%（收視率由關東地區・Video Research調查得出） |         |                      |            |      |

| 日本電視台 每週日00:50 - 01:20             | 日本電視台 每週日00:50 - 01:20           | 日本電視台 每週日00:50 - 01:20 |
| ------------------------------------------ | ---------------------------------------- | ------------------------------ |
|                                            | 假面教師 （2013年7月7日－2013年9月29日） |                                |
| BAD BOYS J （2013年4月7日－2011年6月23日） | 49 （2013年10月6日－2013年12月29日）     |                                |

| 日本電視台 週六深夜連續劇（星期六 24:50 - 25:20） | 日本電視台 週六深夜連續劇（星期六 24:50 - 25:20） | 日本電視台 週六深夜連續劇（星期六 24:50 - 25:20） |
| ------------------------------------------------- | ------------------------------------------------- | ------------------------------------------------- |
|                                                   | 假面教師 （2013年7月6日－9月28日）                |                                                   |
| BAD BOYS J （2013年4月6日－6月22日）              | 49 （2013年10月6日－12月29日）                    |                                                   |

### 特別篇
「週五ROADSHOW！特別劇企劃 假面教師」於2014年2月14日起，星期五21:00 - 22:54在日本電視台播放。故事時期設定為電視連續劇「假面教師」發生的半年前。

#### 故事簡介
作為賀東幸一市長的教育改革的一環，荒木剛太作為銀之假面教師被派遣到聖菲克什高校。
學校裡以三年級生的天川篤史為中心，發生多宗要脅學生事件，而剛太深信此跟天川篤史的女友早瀨光的自殺未遂事件有著深刻的關連，但是賀東麻耶及其他同事都相信事情已經結束並且勸他不要再加理會。
而為了改變學校，對於天川的不斷加劇的暴戾，荒太並不打算假面教師的力量，而是以心靈去面對對方。

#### 演員
教師 
荒木 剛太〈26歲〉
藤谷太輔（Kis-My-Ft2） 飾演
3年D班的副班主任、銀之假面教師。於前任學校時發生了翔平的事故而開始對用暴力壓制的方式而抱有疑問。可是面對著與過去的自己抱著同樣想法的幸一而消除了迷惑，並堅固起要與學生與心相對的信念。
賀東 麻耶
夏菜 飾演
3年D組的班主任。憧憬著教師的父親而踏入教壇，但是因為六年前的事年而失去了對教職的理想，為此感情表現變得缺乏，而被學生們被稱呼為「假面」。可是因為剛太的介入而開始能面對六年前的事件和父親，並再次作為教師的身份向前邁進。
南原 哲生
大石吾朗 飾演
校長。
覺得兩年前假面教師打救了混亂的學校是救世主人，所以也向剛太也尋求同樣的最力指導。
牧野
田中幸太朗 飾演
以取消大學推薦作威脅把光叫上學校屋頂，想強逼發生肉體關係。
被剛太及麻耶發現後逼著自首。
 3年D班 
學校內的問題學生集中地，教師們將D班的D稱為「DEAD」的D
天川 篤史
窪田正孝 飾演
3年D組的領袖。興趣是鍛鍊肌肉。為了尋找光的墜樓事故的犯人而與游澤及神樂他們一起對學生及教師行使暴行。可是被剛太的誠意打動而道歉謝罪，了解到暴力是沒有意義的。
早瀨 光
白石麻衣（乃木坂46）飾演
天川的女友。興趣是烹飪。1個月前，被牧野逼迫而被騙上學校頂樓，為了逃走不小心從天台掉下而陷入昏迷狀態。
井川 康介
安井謙太郎（小傑尼斯）飾演
：想要交朋友，在班裡是個不起眼的眼鏡男。愛好是搖滾樂，拿手的是裝鬼臉。被剛太的正直的身姿打動，在班裡是最初向他打開心扉的人,並告訴對方光的墜落意外被教師和學生們當成是自殺未遂及意圖隱瞞的傳聞。
遊澤 禮治
松村北斗（ 小傑尼斯、SixTONES） 飾演
天川的朋友。
神樂 瑛太
田中樹（ 小傑尼斯 、SixTONES） 飾演
天川的朋友。
 市政廳 
賀東 幸一
船越英一郎 飾演
麻耶的父親。以前是個與學生以心相對的教師，但是自六年前的事年後，便改變了想法相信應該是力量去壓制才是正確的教育方法，為了這個理念而在四年前轉任市長。否定剛太的理想，不過也想看看以他那種幼稚的想法能夠走得多遠而向教育省懇求了停止他的免職。
浦邊 聰
阿部力 飾演
幸一的秘書。覺得身為假面教師的剛太沒用、而利用園田去打擊天川的幕後黑手。
青木
青木源太 飾演
幸一的秘書。
 咖啡店 
小林 十兵衛
六平直政 飾演
小林 翔平
神永圭佑 飾演
小林 佐惠子
山本舞香 飾演
 其他 
賀東 真知子
藤田朋子 飾演
麻耶的母親。六年前為了救丈夫幸一而被他的學生刺中身亡。
園田 修治
柿澤勇人 飾演
兩年前，跟天川帶領的一年級大戰的三年級的領袖。由於假面教師的關係而受重傷被學校退學。被浦邊瞞騙唆使而誤解怨恨天川，並拐帶了光。
飯倉 塁
齋藤工 飾演
草薙 圭吾
[傑西]] （小傑尼斯 、SixTONES）飾演
金髪先生
塚田僚一（A.B.C-Z）飾演

#### 歌曲
- 主題曲： Kis-My-Ft2《SNOW DOME的約定 / Luv Sick|Luv Sick》
- 插曲 - Kis-My-Ft2《SNOW DOME的約定》

#### 播出日程
| 放送日  | 監督               | 收視 |
| ------- | ------------------ | ---- |
| 2月14日 | 山岡潤平、松田裕子 | 9.4% |

## 電影
2013年10月15日，在連續劇「假面教師」半年後的後日談中，以「劇場版 假面教師」為題公佈電影化，並於2014年2月22日上映。
主演為電視劇版的主角Kis-My-Ft2的藤谷太輔，宣傳詞句為「相信的事物，是力量，還是心？藤谷太輔（Kis-My-Ft2）首次主演，新世代娛樂！」。

### 故事內容
江夏千景為了賺取大學費用而在夜總會俱樂部裡打工，其班主任市村美樹知道後打算帶她離開，卻於店內與黑衣人士起了爭執，最終幸得武原金造及銀之假面教師出手相救，然而這事卻被報紙大肆報導。
教育省事務次官的佛堂信彥斷言，此次騷動的元兇是作為教育省局長的飯倉塁那種不慍不火的政策所造成，於是派遣剛太高中時代的恩師，羅門公平到華空學院。然而再遇時羅門時，對方並沒有一絲以往對自暴自棄的孩子們報以極大的信心和熱情的影子，反而以「指導」為名的暴力對學生及教師們作出了支配。
而與羅門一起赴任的阿南塔子則通過提案成立新的學生會，經常性地監視著學生的一舉一動，對這情況感到憤怒的金造與草薙圭吾向羅門發起挑戰。另一方面的剛太，為了以前曾經幫助過自己的羅門，這次決心由自己去救助對方。

### 演員
教師 
| 角色名稱   | 演員                   |
| ---------- | ---------------------- |
| 荒木剛太   | 藤谷太輔（Kis-My-Ft2） |
| 市村美樹   | 大政絢                 |
| 羅門公平   | 遠藤憲一               |
| 阿南塔子   | 原幹惠                 |
| 久遠淳治   | 中谷竜                 |
| 菅原健太郎 | 志賀廣太郎             |
| 磯部耕造   | 北山雅康               |
| 遠山周作   | 山田親太朗             |
| 本田步     | 藤沢彌乃               |
| 鈴木傳     | 渡洋史                 |

 2年C組 
| 角色名稱   | 演員                           |
| ---------- | ------------------------------ |
| 武原金造   | 菊池風磨（Sexy Zone）          |
| 草薙圭吾   | 傑西（小傑尼斯、SixTONES）     |
| 獅子丸     | 岸優太（小傑尼斯)）            |
| 凡         | 京本大我（小傑尼斯、SixTONES） |
| 光太郎     | 前田公輝                       |
| 涼太       | 柳俊太郎                       |
| 近藤加奈子 | 竹富聖花                       |
| 小松七海   | 芳根京子                       |
| 野間麻美   | 中村有沙                       |
| 新井美春   | 林さくら                       |
| 中川順也   | 佐藤大樹（EXILE）              |
| 加藤修平   | 標永久                         |
| 飯田政一   | 朝比奈寛                       |
| 辻本圭右   | 安藤聖悟                       |
| 小村空     | 枝尚紀                         |
| 柳井純一   | 柿本拓實                       |
| 吉村淳     | 小森真誉                       |
| 杉田 晴    | 椎名敦士                       |
| 森將起     | 津田諄                         |
| 本宮浩二   | 今野一輝                       |
| 川畑康志   | 中根大樹                       |
| 戸田喬     | 柳喬之                         |
| 樋口大輔   | 横山涼                         |
| 矢沢亞依   | 瀧本愛菜                       |
| 足立奈緒   | 早乙女晴香                     |
| 上尾明     | 涉谷かすみ                     |
| 宮澤咲     | 横山遥奈                       |

 2年A組 
| 角色名稱 | 演員     |
| -------- | -------- |
| 江夏千景 | 北山詩織 |

 新學生會 
| 角色名稱     | 演員                    |
| ------------ | ----------------------- |
| 學生會會長   | 小瀧望（Johnny's WEST） |
| 副學生會會長 | 佐久間大介（Snow Man）  |
| 書記         | 阿部亮平（Snow Man）    |
| 會計         | 宮館涼太（Snow Man）    |

 教育省 
| 角色名稱 | 演員     |
| -------- | -------- |
| 飯倉塁   | 齋藤工   |
| 御堂信彦 | 萩原聖人 |

 咖啡店 
| 角色名稱   | 演員     |
| ---------- | -------- |
| 小林十兵衛 | 六平直政 |
| 小林翔平   | 神永圭佑 |
| 小林佐惠子 | 山本舞香 |

 夜總會俱樂部 
| 角色名稱 | 演員       |
| -------- | ---------- |
| 村越茂雄 | 村杉蝉之介 |
| 保鏢     | 荒川真     |
| 優香     | 飛鳥凛     |

 其他 
| 角色名稱   | 演員                  |
| ---------- | --------------------- |
| 金髮先生   | 塚田僚一（A.B.C-Z）   |
| 草薙佳代美 | 遊井亮子              |
| 岬智也     | 菊田大輔              |
| 犬神一郎   | 町田啓太（劇團EXILE） |
| 犬神二郎   | 野替愁平（劇團EXILE） |
| 向井豪     | 鈴之助                |
| 千波慎一   | 笠原秀幸              |
| 祝島秀太   | 和田崇太郎            |
| 吉川禮子   | 高橋咲樹              |
| 三島       | 勢至郎                |

## 音樂劇
「假面教師～SILVER MASK～」於2015年9月16日至9月18於大阪梅田藝術劇場，9月30日至10月4日在東京Zepp劇場六本木上演。由出演過舞台劇《網球王子》第二季的田仁志慧和《飆速宅男 The WINNER》田所迅的友常勇氣扮演主角荒木剛太。

### 故事簡介
20XX年，由於教師被禁止向學生體罰和指導而失去了作為教師的威信，讓學校成為了無法地帶。為了改正這個事態，政府於是重新實施學校更生程序，派遣了以力量的恐怖來壓制不良學生的特別教師到全國。
主人公荒木剛太，作為「假面教師方案」而備受期待的新星，背負著戴上假面用拳頭「教育」學生的使命，去到極蘭高校赴任。極蘭高校是問題學生所集聚的無法地帶。由只有二年級但是有著壓倒性力量的獅子丸、光太郎、潦太以及最強的不良學生，金造所支配著。想要與學生以心溝通的假面教師荒木剛太，與用暴力支配著學校的學生們，通過學校內外襲來的事件而激烈地相撞。

### 演員
教師 
| 角色名稱 | 演員               |
| -------- | ------------------ |
| 荒木剛太 | 友常勇氣           |
| 護面教師 | 嶋田真             |
| 市川先生 | 永山たかし         |
| 蘆立教頭 | 山口大地           |
| 國井校長 | 板元健兒（雙演出） |
| 國井校長 | 中村繁之（雙演出） |

 學生 
| 角色名稱 | 演員            |
| -------- | --------------- |
| 金造     | 鈴木勝          |
| 獅子丸   | 新里宏太        |
| 涼太     | 仲田博喜        |
| 光太郎   | 法月康平        |
| 宗治     | 橘龍丸          |
| 正巳     | 植木哲          |
| 充       | 小林亮太        |
| 雄二     | 神久保翔也      |
| 豪德寺   | 福田直也(HIROZ) |
| 風祭     | 見雪太亮        |
| 雷門     | 田邊俊喜        |
| 綠川     | 高岡裕貴        |
| 胡桃沢   | シュドーズ直矢  |

 其他 
| 角色名稱 | 演員             |
| -------- | ---------------- |
| 國井美幸 | 高垣彩陽（聲演） |
| 草薙     | 堀江一真（聲演） |
| 犬神一郎 | 田中寅雄         |
| 犬神一郎 | 武子直輝         |
| 十郎     | 金山大輝         |
| 清志     | 石川正人         |
| 隆夫     | 片山浩憲         |
| 康夫     | 鈴木じゅんち     |
| 守男     | コアラ小嵐       |

## 外部連結
- 漫畫官方網站（日語）
- 電視劇官方網站 （页面存档备份，存于）（日語）
- 音樂劇官方網站（日語）